# 柿崎昭裕
柿﨑 昭裕（かきざき あきひろ、1955年（昭和30年）11月18日 - 2020年（令和3年）12月16日）は、日本の銀行家。東京都民銀行頭取、東京TYフィナンシャルグループ（東京TYFG）社長等を歴任した。

## 概要
慶大経済学部卒業後、東京都民銀行入行。営業、財務、企画など主要部門を歩み、2012年頭取に就任する。
2014年には、東京都が地盤の東京都民銀行（港区）と、第二地方銀行の八千代銀行（新宿区、当時の頭取は酒井勲）を経営統合させ、新設された持ち株会社「東京ＴＹフィナンシャルグループ」の代表取締役社長となる。
2016年4月1日、東京都民銀行代表取締役会長、東京TYFG取締役に退き、2018年4月、同FG傘下3行の合併を前に、東京都民銀会長から退いた。

## 経歴
- 1955年 - 青森県青森市生まれ[6]。
- 1979年 - 慶應義塾大学経済学部卒業。
  - 同年 - 東京都民銀行入行。
- 2002年 - 玉川学園支店長兼成瀬台出張所長。
- 2004年 - 大森支店長。
- 2007年 - 取締役執行役員財務部長。
- 2010年 - 常務取締役経営企画部長。
- 2011年 - 常務取締役経営本部長。
- 2012年 - 取締役頭取。
- 2014年 - 東京TYフィナンシャルグループ代表取締役社長。
- 2016年4月 - 東京都民銀行代表取締役会長、東京TYFG取締役。
- 2016年6月 - 東京都民銀行代表取締役会長。
- 2018年4月 - 同会長を退任。
- 2020年12月16日 - 病気のため死去[7]。